# 名古屋インターチェンジ
名古屋インターチェンジ（なごやインターチェンジ）は、愛知県名古屋市名東区の東名高速道路及び名古屋第二環状自動車道（名二環）支線にあるインターチェンジである。

## 概要
名古屋市の東端に位置し、長久手市とも隣接している。名古屋市中心部とは離れており、当ICで接続する名古屋第二環状自動車道（名二環）経由で名古屋高速道路（名古屋高速）、あるいは接続する愛知県道60号名古屋長久手線（東山通 - 広小路通）で中心部と連絡する。
東名高速道路の出入口であると同時に、東名と名二環支線を接続することから、インターチェンジでありながらジャンクションの機能も併せ持つ希有な道路構成となっている。名二環の名古屋ICは乗継専用であり、一般道路には接続していない。このため、一般道路と名二環との接続は本郷IC、上社IC（名古屋西JCT方面のみ利用可）、上社南IC（名古屋南JCT方面のみ利用可）のいずれかを利用する。なお、名二環に入ると引山IC・植田IC、または高針JCT経由で名古屋高速春岡出口まで出られない。
東名と名二環は料金制及び支払い方式が異なる（東名：対距離制・入口発券方式、名二環: 区間料金制・単純支払方式）ため、乗り継ぎの場合も料金所を通らなければならない。東名から名二環への乗継では、乗継用の料金所で名古屋ICまでの料金と名二環の料金を合わせて支払い、名二環から東名への乗継では通行券を受け取る（名古屋IC入口料金所と共用）。
東名高速標準のトランペット型ICであるが、交通量が比較的多いことを鑑みてダブルトランペットとされた。シングルトランペットは接続する一般道路との連絡が平面交差によるが、ダブルトランペットは立体交差によるものである。しかし、名古屋ICの場合は名古屋市内方面との接続交通量がかなりの割合を占め、反対の長久手、瀬戸方面は少なく見積もられたことから名古屋市内方面のみ立体交差を採用した。同様の理由で、名古屋方面との接続道路は直進構造で2車線を確保、反対の長久手・瀬戸方面は1車線のループ構造とした。なお、設計時点では当IC付近は土地区画整理事業の只中で、インター以外は建物が無いという現在とは全く異なる状況であったが、土地区画整理事業における用地利用をしやすい構造とする必要もあって変則的なダブルトランペットとなった。

愛知県道60号長久手側からの流入路は名二環本郷ICと入口を共有。東名入口へは左へ大きくループする。
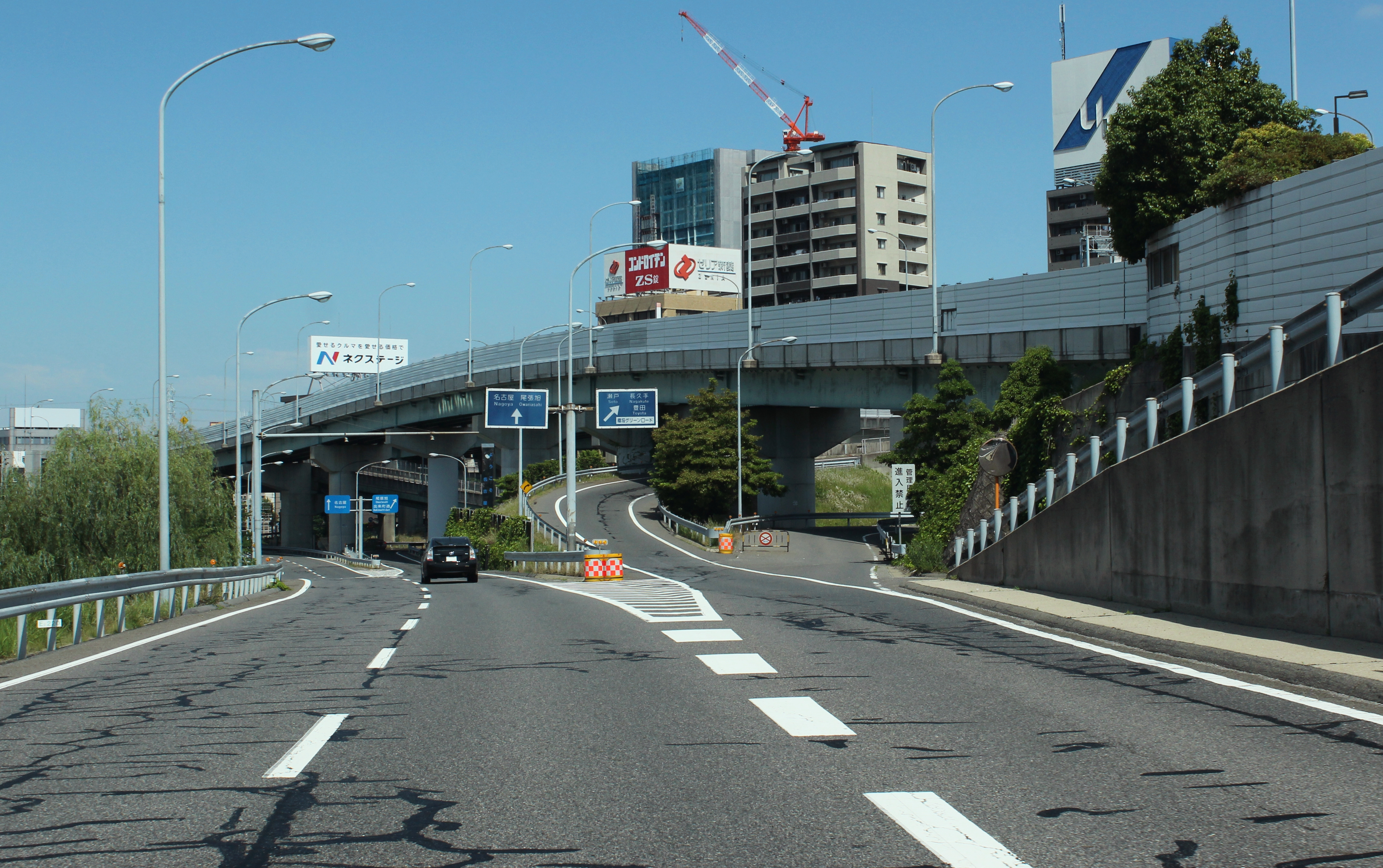
東名出口直後の愛知県道60号への連絡道路。右へ分岐すると名二環本郷ICの出口と合流する。

## 歴史
| 一般道（名古屋市内方面）から東名入口への導入路は地下ボックスを通行する。名二環乗り入れに際し二層構造から画像に見る四層構造に改築された。料金所も中央を環状2号の通過レーンに改築。 |  | 一般道（名古屋市内方面）から東名入口への導入路は地下ボックスを通行する。名二環乗り入れに際し二層構造から画像に見る四層構造に改築された。料金所も中央を環状2号の通過レーンに改築。 |
| 一般道（名古屋市内方面）から東名入口への導入路は地下ボックスを通行する。名二環乗り入れに際し二層構造から画像に見る四層構造に改築された。料金所も中央を環状2号の通過レーンに改築。 |  | |

名古屋ICの計画位置は2案があって、いずれも名古屋市中心部から外れる内容であることは共通していた。2案とも名古屋の東側の丘陵地帯を経由するが、最も東寄りの瀬戸市を通過するルートは名古屋市から離れすぎていたことから現状の位置で確定した。供用開始時点では名古屋市内方面からの流入路は一般道の上を橋梁で跨いで入口料金所にアプローチする二層構造だったが、東名阪自動車道（現・名二環）との接続において四層構造に改築された。この際に一般道路直下に地下ボックスを設置のうえアンダーパスする構造に改められ、それまで使用されていた橋梁は撤去されている。
また、改築に際し料金所の増設も行われた。当該料金所は元々は東名高速専用だったものが、1993年の環状2号専用部（東名阪自動車道。現・名二環）の延伸開業に合わせて入口と出口の両ゲート間に2車線分の通過車線を設置のうえ、東名高速料金所の後方に環状2号専用部のトールバリアを新設し、そこに7ゲートを配置した。従って、現状は東名入路6ゲート、名二環入路7ゲート、東名出路10ゲートの配置となっている。なお、東名のゲート数は改修前と変らず16ゲートが維持されている。

### 年表
- 1968年（昭和43年）4月25日 : 東名高速道路 岡崎IC - 小牧IC間開通に伴い、供用開始[3][注釈 3]。
- 1993年（平成5年）12月3日 : 東名阪自動車道（現・名古屋第二環状自動車道） 名古屋IC - 勝川IC間開通に伴い、東名高速道路と東名阪自動車道が接続[13]。
- 2011年（平成23年）3月20日 : 東名阪自動車道名古屋ICの所属路線名称を名古屋第二環状自動車道（名二環）に変更[14]。

## 周辺

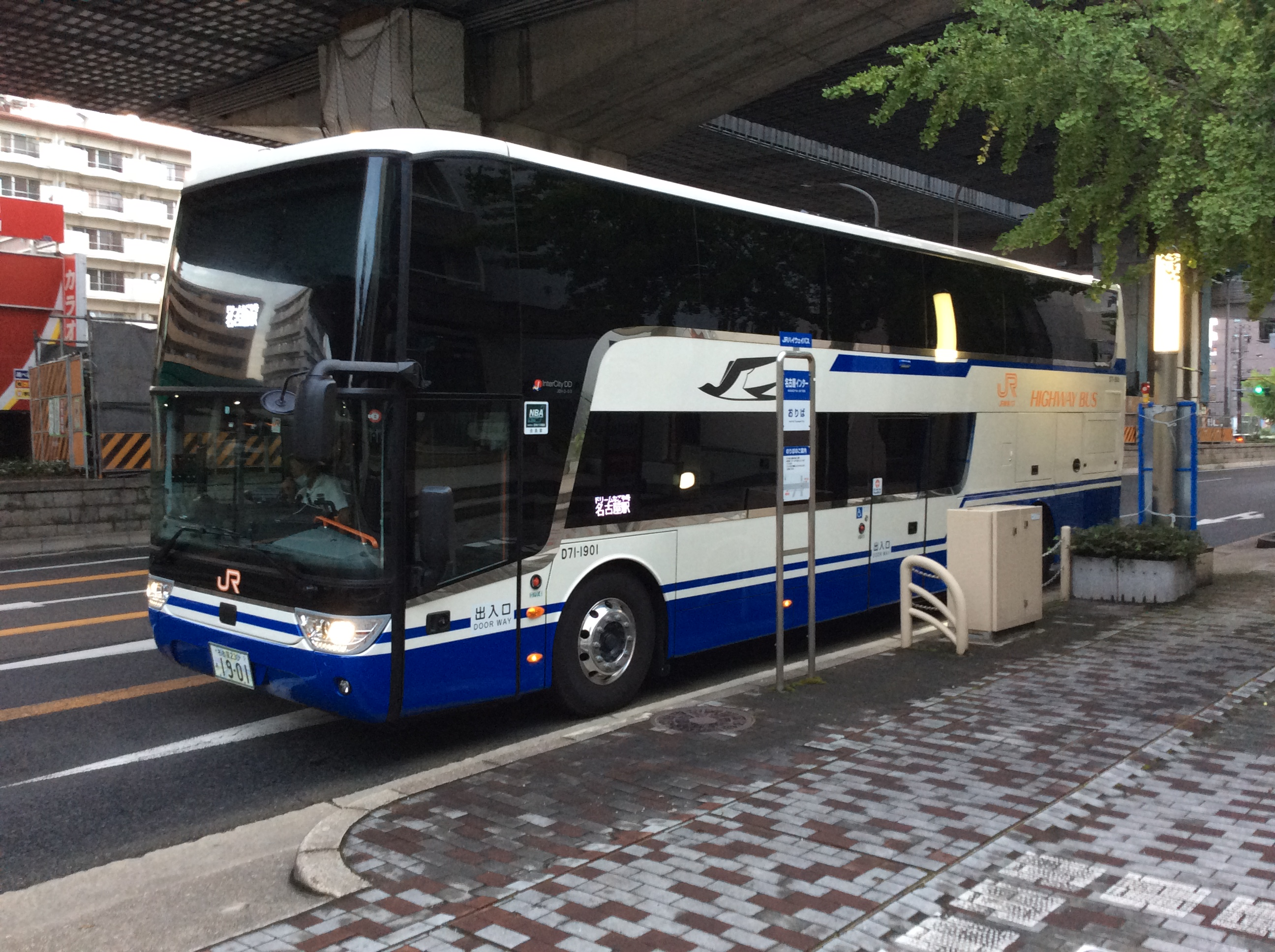
名古屋IC出口のすぐ先、本郷交差点のすぐ西にある名古屋インターバス停と停車中の高速バス（ドリームなごや号）。

名古屋市全体で見ると東側に位置しており、長久手市、日進市、尾張旭市の3市との境界にも近い。本ICの周辺は住宅街となっている。
- 愛知県警察高速道路交通警察隊 本隊・名古屋東分中隊[15]
- 東名ハイウェイバス 「名古屋インター」バス停（インターチェンジを名古屋市街方面に出て本郷交差点付近）
- 名古屋市営地下鉄東山線 本郷駅
- 佐川急便 中京支店名東営業所
- 名古屋市立上社中学校
- 名古屋市立上社小学校
- 名古屋法務局名東出張所
- 名古屋市名東区役所
- 猪高緑地

## 接続する道路
直接接続
- 東山通（愛知県道60号名古屋長久手線）[16][注釈 4]

間接接続
- 愛知県道59号名古屋中環状線
- 愛知県道219号浅田名古屋線[注釈 5]
- 愛知県道6号力石名古屋線（グリーンロード）[注釈 6]
- 国道302号（名古屋環状2号線）

## 料金所
運用形態については時間帯やメンテナンスなどの事情により変更される場合がある。
- ゲート数：23[17][18]

### 名古屋料金所
| 画像左が一般道・名二環から東名への入口、同右が東名から一般道への出口。 |  | 画像左が一般道・名二環から東名への入口、同右が東名から一般道への出口。 |
| 画像左が一般道・名二環から東名への入口、同右が東名から一般道への出口。 |  |                                                                        |

- ゲート数 : 16[17][18]

#### 入口
名二環・一般道から東名
- ゲート数 : 6
  - ETC専用 : 4
  - ETC/一般 : 1
  - 一般 : 1

#### 出口
| 名二環入口料金所。東名出口後方に名二環料金所を配置している。 |  | 名二環入口料金所。東名出口後方に名二環料金所を配置している。 |
| 名二環入口料金所。東名出口後方に名二環料金所を配置している。 |  |                                                              |

東名から一般道
- ゲート数 : 10
  - ETC専用 : 3
  - 一般 : 3
  - 休止中 : 4

### 名二環名古屋料金所
名二環乗継専用
- ゲート数 : 7
  - ETC専用 : 3
  - 一般 : 3

## 隣
E1 東名高速道路
(20-1) 東名三好IC - 東郷PA/SIC（SICは事業中） - (20-2) 日進JCT - (21) 名古屋IC - (21-1) 守山PA/SIC - (22) 春日井IC
C2 名古屋第二環状自動車道支線
(21) 名古屋IC - (5-2) 本郷IC - (5-1) 上社JCT

## 特記事項
名二環入口料金所域内には、駐車スペース7台分を持つトイレが設置されている。比較的短距離利用を想定した環状道路であるにもかかわらず休憩施設が導入されたのは、名二環が当該ICに接続した1993年当時の事情によっている。現在であれば東名高速静岡方面と三重・大阪方面の連絡は伊勢湾岸自動車道経由によるが、当時の伊勢湾岸自動車道は名港西大橋区間が供用するのみで東名とは繋がっていなかった。従って、東名高速から三重・大阪方面への連絡経路として、名二環（当時の東名阪自動車道）が担うこととされたため、本来は都心部の環状道路として機能するはずの路線に長距離連絡路線としての役割が付加されたことで休憩施設が検討、導入されたものである。

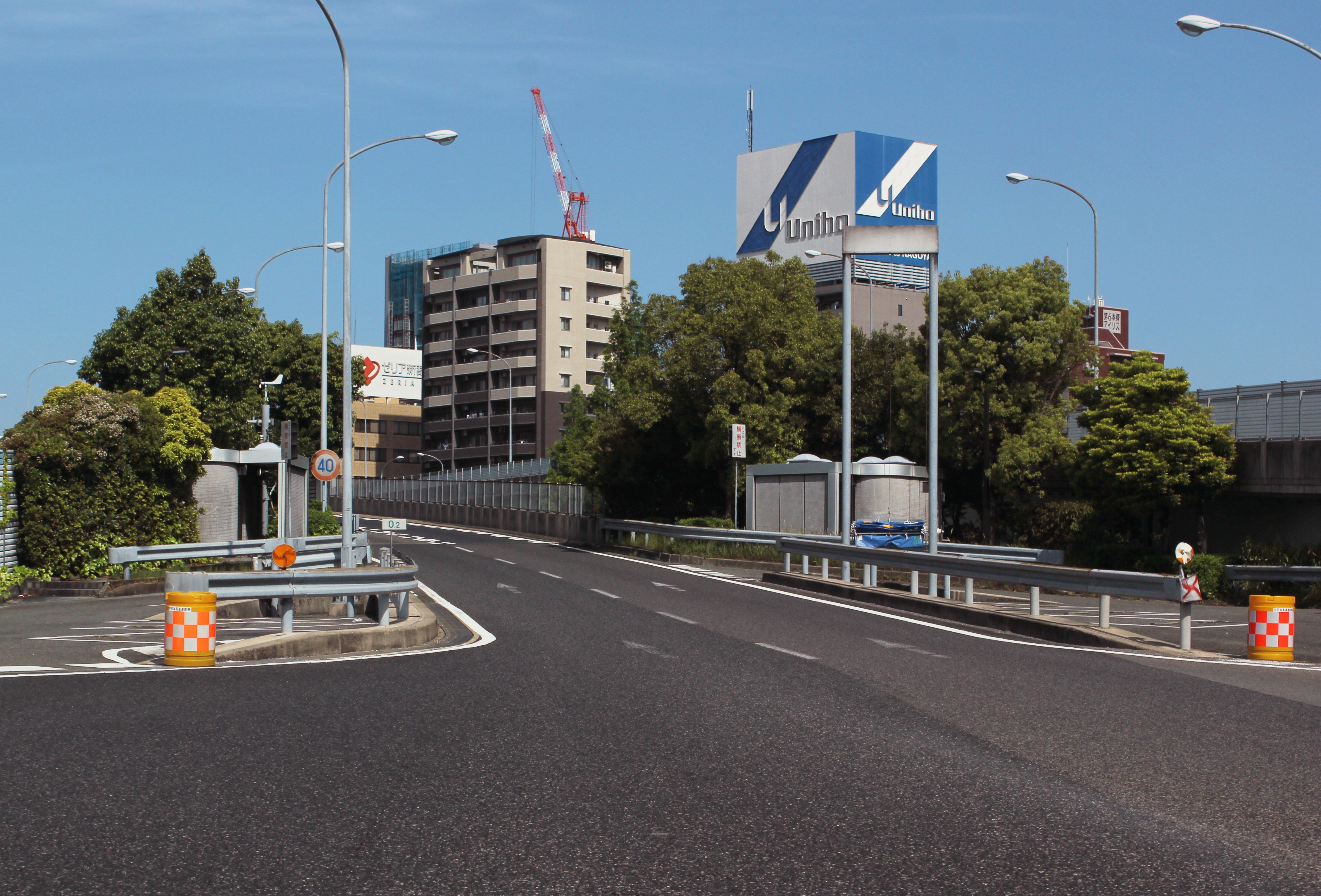
名二環唯一のトイレ設置箇所。道路を挟んで左右に設置されている。
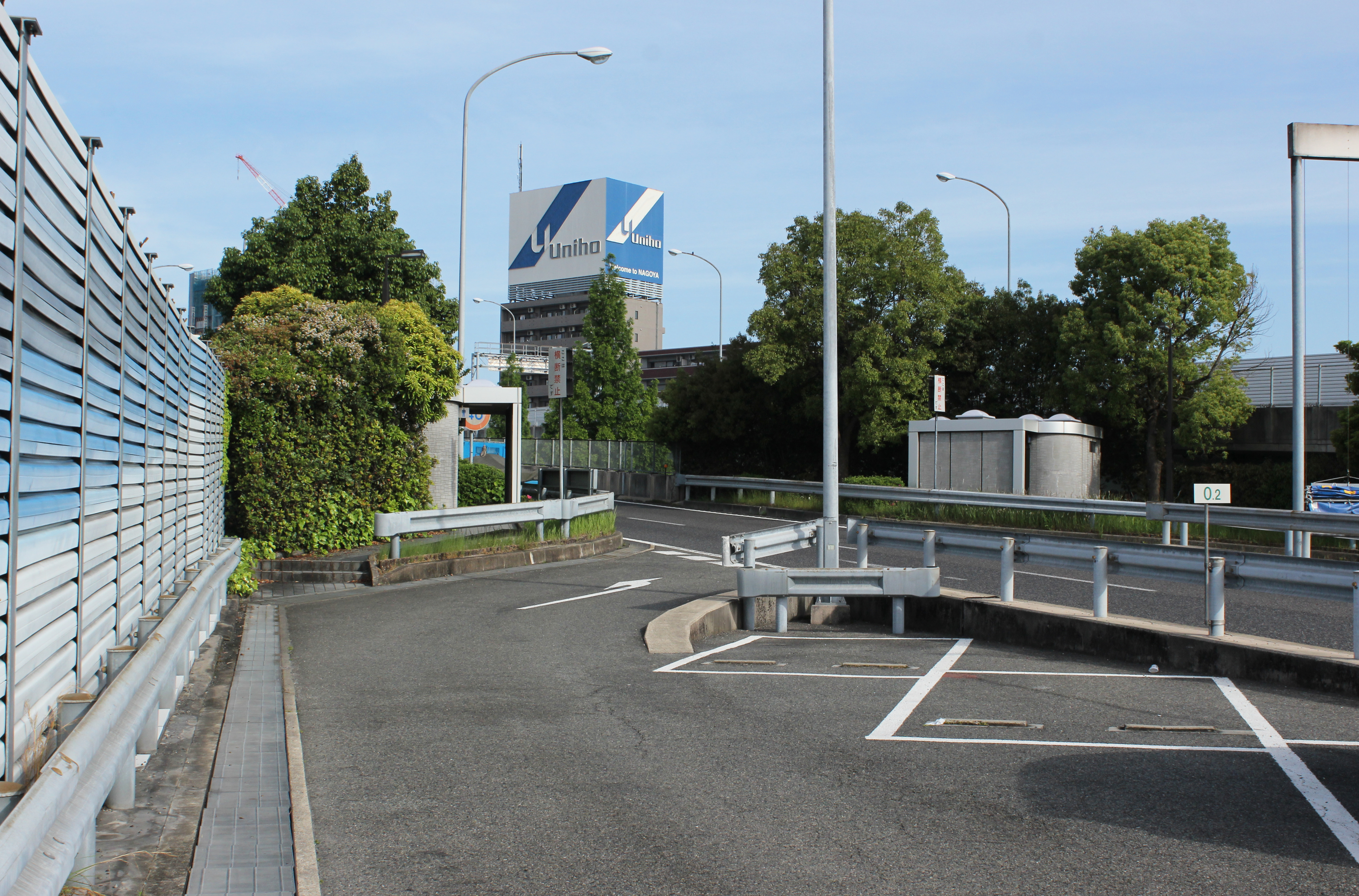
進行方向左側の駐車スペース。

## その他
本ICの所在地である名古屋市名東区のシンボルマークは、平仮名の「め」と高速道路のICをかたどったものとなっている。